# 클레우
클레베르송 가브리에우 코르도바(포르투갈어: Cléverson Gabriel Córdova, 1985년 8월 9일 ~ )는 브라질의 전직 축구 선수로 현역 시절 스트라이커로 활약했으며 세르비아 국적도 보유하고 있다.

## 축구인 경력

### 클럽 경력
2004-05 시즌 당시 포르투갈 3부 리그인 세군다 디비상의 올리바이스 이 모스카비드에 입단하여 14경기 7골의 나쁘지 않은 성적을 거두었지만 오랫동안 머무르지 못한 채 2005 시즌을 앞두고 아틀레치쿠 파라나엔시 입단을 통해 고국으로 복귀하여 2006 시즌까지 15경기 2골을 기록했다.
그 후 2006-07 시즌을 앞두고 친정팀인 올리바이스 이 모스카이드 입단을 통해 유럽 무대로 복귀한 뒤 2007-08 시즌까지 공식전 64경기 20골을 터뜨리며 2007-08 시즌 세군다 디비상 4강 플레이오프 진출을 이끄는 준수한 활약을 펼쳤다.
이후 2008-09 시즌에는 세르비아 수페르리가의 명문 츠르베나 즈베즈다로 임대 이적하여 공식전 24경기 12골을 터뜨리며 리그 3위, 세르비아컵 4강 진출을 이끈 뒤 2009-10 시즌을 앞두고 츠르베나 즈베즈다의 최대 라이벌인 FK 파르티잔으로 이적하여 2시즌동안 공식전 67경기 42골의 눈부신 활약으로 2009-10 시즌 리그 우승과 세르비아컵 4강 등에 공헌했다.
그리고 2010-11 시즌 겨울 이적 시장에서 중국 슈퍼리그의 광저우 FC와 약 46억원의 이적료에 합의하며 중국 슈퍼리그 기준 최고 이적료를 경신했고 4월 2일 다롄 스더와의 경기에서 중국 슈퍼리그 데뷔전을 치렀으며 비록 2011 시즌 11경기 출전에 그쳤지만 무려 10골을 터뜨리는 맹활약으로 팀의 사상 첫 슈퍼리그 우승에 혁혁한 공을 세웠다.
이후 2012 시즌에서도 공식전 40경기 14골로 2회 연속 리그 우승, 사상 첫 중국 FA컵과 중국 FA 슈퍼컵 우승, 2012년 AFC 챔피언스리그 8강 진출 등에 이바지했고 특히 2011년 K리그 챔피언 전북 현대 모터스와의 2012년 AFC 챔피언스리그 H조 1차전에서 멀티골을 터뜨리며 5-1 대승에 기여하기도 했다.
2012 시즌 종료 후 일본 J1리그의 가시와 레이솔로 임대 이적하여 2013 시즌 공식전 46경기 14골로 일본 슈퍼컵 준우승, J리그컵 우승에 기여했고 특히 2013년 AFC 챔피언스리그에서도 11경기 2골을 기록하며 4강이라는 가시와 레이솔 구단 역사상 ACL 엘리트 역대 최고 성적에 공헌했다.
2013 시즌을 마친 뒤 친정팀인 아틀레치쿠 파라나엔시로 8년만에 복귀한 이후 2014 시즌부터 2015 시즌까지 2시즌동안 공식전 37경기 11골을 터뜨리며 2015년 코파 수다메리카나 8강과 2회 연속 코파 수다메리카나 진출에 기여했고 2016 시즌에는 고이아스 EC 소속으로 공식전 17경기 4골을 기록하며 고이아스의 캄페오나투 고이아누 2연패 달성이자 통산 26번째 우승에 이바지했다.
그리고 2017-18 시즌에는 리가 포르투갈 2의 코바 다 피에다드 소속으로 25경기 12골을 터뜨렸고 특히 리그에서 11골로 리그 득점 랭킹 공동 8위에 이름을 올리는 활약을 펼치며 전 시즌 16위에 그쳤던 팀의 리그 순위를 무려 7계단 끌어올리는 역할을 수행했다.
그 후 2018 시즌부터 2020 시즌까지 중국 갑급리그의 칭다오 FC에서 45경기 26골을 터뜨리며 중국 갑급리그 2018 4위, 중국 갑급리그 2019 우승 및 창단 첫 중국 슈퍼리그 승격에 기여했으며 2020 시즌을 끝으로 16년간의 선수 생활에 마침표를 찍었다.

## 여담
FK 파르티잔 소속 시절이던 2010년 9월 4일 세르비아 국적을 취득했고 세르비아 국적 취득 1개월 전인 2010년 8월에는 세르비아 국적을 취득하면 세르비아 대표팀으로 뛰고 싶다는 소망을 밝히기도 했다.
그러나 9월 4일 세르비아 국적을 취득했음에도 불구하고 FIFA로부터 규정상 세르비아 대표팀 출전이 불가하다는 통보를 받으면서 결국 세르비아 대표팀 소집이 무산되었다.

## 대회 성적

### 클럽
올리비아스 이 모스카이드
- 세군다 디비상 : 4강 (2007-08)

 츠르베나 즈베즈다
- 세르비아 수페르리가 : 3위 (2008-09)
- 세르비아컵 : 4강 (2008-09)

 FK 파르티잔
- 세르비아 수페르리가 : 우승 (2009-10)
- 세르비아컵 : 4강 (2009-10)

 광저우 FC
- 중국 슈퍼리그 : 우승 (2011, 2012)
- 중국 FA컵 : 우승 (2012)
- 중국 FA 슈퍼컵 : 우승 (2012)

 가시와 레이솔
- J리그컵 : 우승 (2013)
- AFC 챔피언스리그 엘리트 : 4강 (2013)
- 일본 슈퍼컵 : 준우승 (2013)

고이아스 EC
- 캄페오나투 고이아누 : 우승 (2016)

 칭다오 FC
- 중국 갑급리그 : 우승 (2019), 4위 (2018)

### 개인 수상
- 세르비아컵 득점상 : 2008-09 (4골)
- FK 파르티잔 올해의 선수 : 2010
- 중국 FA 슈퍼컵 최우수선수 : 2012